# Manuel Berlingerio
Manuel Berlingerio (Trieste, 19 de diciembre de 1988) es un deportista italiano que compitió en remo como timonel. Ganó una medalla de plata en el Campeonato Mundial de Remo de 2005, en la prueba de dos con timonel.

## Palmarés internacional
| Campeonato Mundial | Campeonato Mundial | Campeonato Mundial | Campeonato Mundial |
| Año                | Lugar              | Medalla            | Prueba             |
| ------------------ | ------------------ | ------------------ | ------------------ |
| 2005               | Kaizu (Japón)      | Medalla de plata   | Dos con timonel    |